# 한국거래소 파생상품시장
한국거래소 파생상품시장(Korea Exchange Derivatives Market)은 대한민국 부산광역시의 선물, 옵션과 같은 파생상품이 거래되는 시장이다.
1999년 한국선물거래소로 창립되었다. 1999년 창립 해에 국채선물과 양도성예금증서(CD)선물, 금선물, 달러(USD/KRW) 선물이 상장되었다. 2005년에 한국증권선물거래소로 합병, 한국증권거래소와 코스닥시장과 함께 통합되었다. 2012년까지 코스피200 옵션, 코스피200 선물, 미국 달러/한국 원 선물과 한국 3년 국고채선물이 거래량의 대다수를 차지하고 있다. 한국거래소는 모든 시장이 전산매매 시스템으로 체결 및 결제되고 있다.

## 구조
한국거래소 파생상품시장에서 매매는 한국거래소의 회원으로 등록되고 거래소로부터 매매인가를 받은 증권회사나 선물회사 같은 금융투자회사가 행한다.
개인이나 법인이 매매를 하기 위해서는 먼저 회원사에 한국거래소 파생상품 위탁계좌를 개설하고, 계약에 상당하는 증거금을 납부하며, 위험고지와 투자성향 정보가 등록되어야 주문을 할 수 있다.
미성년자나 금치산자 또는 회원사나 거래소 규정에 따른 저신용자의 주문은 제한되거나 거부된다. 따라서 성명 및 주민등록번호와 주소 전화번호 등 신상 정보가 계좌 개설시에 요구된다.
금융투자회사가 주문을 낼 때 증권 또는 파생상품의 구조상, 한국거래소가 매매 당사자가 된다.
즉 매매주문(호가)는 매도든 매수이든 고객이 전산시스템을 통해서 거래소회원에게 제출하고, 회원매매시스템에서 거래소 매매시스템으로 전달되어 시장별(예:돈육), 종류별(예:선물), 종목별(예:2010년 3월물)로 접수가 된다. 다음으로 매매별(예:매수), 주문조건별(예:지정가)가격별(예:1,000원), 수량별(예:3계약), 접수시간별(예:14시 30분 26초)로 구분되어 접수된다. 이어서 거래소의 매매시스템에서는 이 접수결과를 다시 회원사에 전송하고 회원사의 매매시스템에서 고객에게 통지된다.
매매 체결은 경쟁매매 원리에 따라 매수주문은 높은 가격, 매도주문은 낮은 가격이 최우선 순위이고, 다음으로 먼저 접수된 주문, 매매수량이 많이 접수된 주문 순으로 매매체결 우선순위가 부여된다. 이때 회원간에 매매가 결제되는 것이 아니고 매도자는 거래소가 매수하고 매수자는 거래소가 매도하는 결제 구조를 가지게 된다.
매매체결은 즉시 회원사에, 회원사에서 고객간에 통지된다. 일반적으로 주문을 내기 전에 계좌에 주문에 상당하는 증거금을 납부해야 하지만 기관투자자 중에서는 매매체결후 증거금을 납부하는 것이 허가된 자도 있다(사후증거금 적용 계좌).
호가는 동시호가를 제외하면 현재가 기준 매도 5단, 매수 5단의 가격과 수량, 주문건수, 총주문건수 및 수량이 공지된다.
개장 후 1분마다 투자자 신상별(외국인, 개인, 증권회사, 선물회사, 은행, 자산운용사, 연금기금 등) 거래수량이 공지된다.
매일 장 종료후 옵션을 제외한 포지션의 손익이 다음날 9시까지 실제로 빠져나가거나 들어오게 된다.
오전 9시에 위탁증거금이 유지증거금을 밑돌면 다음 거래일 12시까지 유지증거금 이상으로 계좌를 채워야 한다. 12시까지 증거금이 유지되지 않으면 포지션이 청산된다.
회원사는 매매규모에 따라서 한국거래소에 상당히 많은 금액을 사전에 납부하고 있다.

## 상장/거래 품목

### 상품(Commodities):금선물과 돈육선물
- 돼지고기 선물

### 채권(Rates, Bonds):국채선물과 통안증권선물
- 대한민국 3년만기 국고채 선물

### 주식(Stocks, Stock Indices):코스피200 및 스타지수 선물옵션, 주식선물옵션
- 코스피 200 주가지수 선물
- 개별 주식 선물
- 주식 옵션
- 스타 지수 선물

## 같이 보기
- 파생 상품
- 한국거래소
- https://web.archive.org/web/20051228110522/http://www.krx.co.kr/